# Euloxilobus hilli
Euloxilobus hilli is een rechtvleugelig insect uit de familie doornsprinkhanen (Tetrigidae). De wetenschappelijke naam van deze soort is voor het eerst geldig gepubliceerd in 1936 door Sjöstedt.